# Ligne CFR 900
La Ligne CFR 900 est une ligne de chemin de fer de Roumanie qui relie Bucarest à Timișoara.

## Caractéristiques
La partie de la ligne qui relie Bucarest à Strehaia est en double voie, la partie de Strehaia à Timișoara en voie unique (excepté le tronçon Caransebeş - Gavodjia en double voie). La ligne est intégrée à un réseau de vingt-huit lignes secondaires.
- 901 Bucarest north - Titu - Pitești - Costești (Vâlcea) - Slatina - Piatra-Olt - Balș - Craiova (250 km)
- 902 Bucarest - Giurgiu (61 km)
- 903 Videle - Giurgiu (66 km)
- 904 Titu - Târgoviște - Pietroşiţa (67 km)
- 905 Goleşti - Câmpulung (55 km)
- 906 Pitești - Curtea de Argeș (38 km)
- 907 Roşiori North - Costeşti (64 km)
- 908 Roşiori North - Turnu Măgurele (50 km)
- 909 Roşiori North - Alexandria - Zimnicea (78 km)
- 910 Piatra-Olt - Caracal - Corabia (74 km)
- 912 Craiova - Calafat (108 km)
- 913 Golenţi - Poiana Mare (7 km)
- 914 Strehaia - Motru (31 km)
- 915 Caransebeș - Reșița (43 km)
- 916 Lugoj - Buziaș - Gătaia - Jamu Mare (84 km)
- 917 Caransebeș - Băuţar (37 km)
- 918 Timișoara - Buziaș
- 919 Timișoara - Jimbolia to Kikinda (Serbie) (58 km)
- 920 Jebel - Liebling (10 km)
- 921 Jebel - Giera (33 km)
- 922 Timișoara - Jebel - Voiteg - Gătaia - Berzovia - Reșița (98 km)
- 923 Berzovia - Oravița (59 km)
- 924 Oravița - Iam (27 km)
- 925 Oravița - Anina (33 km)
- 926 Timișoara - Cruceni (49 km)
- 927 Cărpiniș - Ionel (31 km)
- 928 Jimbolia - Lovrin (27 km)

## Exploitation
Le service voyageurs est assuré entre Bucarest et Timişoara par des Intercity 591, 592, 593, 594  avec des unités Class 40, Class 45, Class 47.